# Органические удобрения
Органические удобрения — удобрения, содержащие элементы питания растений преимущественно в форме органических соединений. К ним относят навоз, компосты, торф, солому, зелёное удобрение, ил (сапропель), комплексные органические удобрения, природные цеолиты, промышленные и хозяйственные отходы и др.

## Состав
Органические удобрения содержат азот, фосфор, калий, кальций и другие элементы питания растений, а также органическое вещество, которое положительно влияет на свойства почвы.
Органические удобрения состоят из веществ животного и растительного происхождения, которые, разлагаясь, образуют минеральные вещества, при этом в приземный слой выделяется диоксид углерода, необходимый для фотосинтеза растений. Кроме того, органические удобрения благотворно влияют на водное и воздушное питание растений, способствуют развитию почвенных бактерий и микроорганизмов, которые живут в симбиозе с корнями овощных культур и помогают им получить доступные питательные элементы. К органическим удобрениям относят навоз, торф, компост, птичий помёт, перегной и другие материалы.

## Виды органических удобрений

### Навоз
Это наиболее ценное органическое удобрение. В навозе разных животных в среднем содержится (%): воды 75, органического вещества 21, общего азота 0,5, усваиваемого фосфора 0,25, окиси калия 0,6. Качество навоза зависит от вида животного, его корма, подстилки и способа хранения. Так, при кормлении свиней используют много концентратов, поэтому навоз отличается высоким содержанием азота, а в рационе жвачных животных присутствуют грубые корма — в их навозе больше калия.
Лучший подстилочный материал для навоза — верховой слаборазложившийся торф, однако чаще используют солому или опилки. Конский навоз на соломистой подстилке незаменим на холодных глинистых почвах. Его лучше всего использовать в качестве биотоплива для парников. Навоз крупного рогатого скота согревается хуже, чем конский, так как в нём содержится больше воды. Но этот навоз незаменим на лёгких почвах. Свиной навоз отличается кислой реакцией, при его использовании надо добавлять известь. В кроличьем навозе обнаружены все необходимые для растений вещества. Его ценность увеличивается при смешении с навозом других животных и птичьим помётом. Навоз нутрий по химическому составу и физическим свойствам резко отличается от навоза других животных, поэтому его можно использовать только в перебродившем виде, а ещё лучше добавлять в компосты. Компостную кучу можно периодически поливать насыщенным раствором навоза нутрий, но чтобы предотвратить потери азота, необходимо добавлять суперфосфат (1,5—2 кг на 100 кг компоста). Весной следующего года такой компост можно вносить в почву.
Различают четыре стадии разложения навоза. У слаборазложившегося (свежего) цвет и прочность соломы изменяются незначительно. Вода при его промывании приобретает красноватый или зелёный оттенок. У полупревшего навоза солома становится тёмно-коричневой, теряет прочность и легко разрывается. Водный раствор тёмного цвета. Навоз в этой стадии теряет 30 % первоначальной массы. Перепревший навоз представляет собой чёрную мажущую массу. Солома разлагается полностью, навоз теряет 50 % массы. Перегной — рыхлая землистая масса. В этой стадии разложения потери первоначальной массы достигают 75 %.
Навоз в стадии меньшего разложения вносят осенью, большего — весной. Свежий навоз использовать нежелательно. Если навоза недостаточно, то его целесообразно вносить в меньших дозах, но на большую площадь, например в лунки. На холодных почвах навоз заделывают на глубину 10—15 см так, чтобы сверху он был прикрыт землёй, на тёплых, быстро просыхающих — на полную глубину обрабатываемого слоя. Навозная жижа (жидкая часть навоза крупного рогатого скота) — азотно-калийное удобрение. Из-за малого содержания фосфора в навозную жижу полезно добавлять суперфосфат (15 г на 1 л). Это удобрение используют для жидких подкормок, для чего его разбавляют водой [1:(4…5)], а также для приготовления торфонавозного компоста. Коровяк (водный настой коровьего кала) довольно часто применяют для жидких подкормок, разбавляя водой (1:6 или 1:10). Раствор обычно готовят в деревянной посуде. Если раствор оставляют для брожения, то из него быстро улетучивается азот, поэтому перед употреблением добавляют сернокислый аммоний (10—20 г на 10 л).

### Птичий помёт
По химическому составу птичий помёт относится к числу лучших видов органических удобрений. Наиболее ценным считается куриный и голубиный помёт, менее ценным — утиный и гусиный. При частом внесении помёта в почве накапливается азот в нитратной форме, поэтому данное удобрение лучше заделывать осенью, равномерно распределяя по всей площади. Но наиболее эффективен птичий помёт при использовании в жидких подкормках. Для приготовления раствора ёмкости наполовину заполняют помётом, затем заливают водой, закрывают крышкой и настаивают 3—5 суток. Далее раствор вторично разбавляют водой (1:10).

### Торф
В торфе содержится немного доступных для растений питательных элементов, но зато он увеличивает содержание гумуса и улучшает структуру почвы. Тёмный цвет торфа способствует поглощению тепла и быстрому прогреву почвы.
По степени разложения различают несколько видов торфа. Верховой отличается слабой степенью разложения растительных остатков и высокой кислотностью. Низинный характеризуется высокой степенью разложения и меньшей кислотностью. Переходный торф занимает промежуточное положение между ними.
Торф собирают в болотах, потом раскладывают для проветривания или закладывают в компостную кучу. Вносят торф в любое время года, даже зимой по снегу. Но нельзя забывать, что к нему необходимо добавлять известь. На огороде торф лучше всего добавлять в компосты, а также в почвенные смеси для выращивания рассады и защищённого грунта.

### Сапропель
Многовековые донные отложения пресноводных водоёмов, которые сформировались из отмершей водной растительности, остатков живых организмов, планктона, также частиц почвенного перегноя, содержащие большое количество органических веществ, гумуса: лигниногумусовый комплекс, углеводы, битумы и другие в коллоидном состоянии.
Ил накапливается на дне прудов, озёр, рек. В нём много перегноя, азота, калия и фосфора. После непродолжительного проветривания ил можно успешно использовать на песчаных почвах (3—9 кг на 1 м²).

### Фекалии
Фекалии — это нечистоты уборных. Они богаты минеральными веществами, которые легко усваиваются растениями. Однако фекалии, находящиеся в выгребных ямах, быстро разлагаются, из них быстро улетучивается азот. Для лучшего сохранения азота на дно выгребной ямы насыпают торф слоем 20—25 см. Затем фекалии еженедельно переслаивают небольшим количеством торфа. В результате не только сохраняется азот, но и исчезает зловонный запах. Перед применением в качестве удобрения фекалии компостируют, чтобы обеззаразить от глистов, яйца которых погибают при температуре 45…50 °С.

### Опилкиидревесная кора
Опилки — дешёвое органическое удобрение, которое может значительно повысить плодородие почвы, улучшить её воздухопроницаемость и влагоёмкость. Только вносить их следует не в свежем виде, а в перепревшем или в смеси с другими материалами. Для ускорения процесса разложения опилки складывают в кучу, смачивают водой, навозной жижей. Можно смешать их с опавшей листвой и растительными остатками. Полезно переслаивать опилки землёй. В течение лета кучу дважды перелопачивают, добавляя накопившиеся растительные остатки и нитрофоску.
Древесную кору (отходы деревообрабатывающей промышленности) перед использованием компостируют. Кору влажностью 75 % измельчают на кусочки длиной 10—40 см, складывают в кучу и вносят минеральные удобрения (кг на 100 кг): аммиачной селитры 0,9, мочевины 0,7, натриевой селитры 2, суперфосфата 0,2, сульфата аммония 1,5. Кучу периодически перемешивают и увлажняют. Через 6 мес компост готов к употреблению.

### Сидераты
Это органическое удобрение представляет собой запаханную в почву высокостебельную растительную массу одно- или многолетних бобовых растений (ярового гороха, яровой вики, кормовых бобов, люпина, сераделлы), а также фацелии, гречихи, подсолнуха и других. По своему действию сидераты почти равноценны свежему навозу. Питательные элементы, содержащиеся в растительной массе сидератов, попадая в почву и постепенно разлагаясь, переходят в доступное состояние для последующих культур, а органическое сидеральное вещество способствует восстановлению почвенной структуры. Некоторые сидеральные культуры (люпин, гречиха, горчица) увеличивают растворимость и доступность для растений малоподвижных почвенных фосфатов, а люпин может использовать труднодоступные формы калия.
В зависимости от степени истощения почвы сидераты размещают на участке всё лето или как промежуточную культуру. Например, их высевают после уборки ранних овощей. Иногда высевают озимый горох или озимую вику, весной после цветения массу прикатывают или скашивают и запахивают, а участок выравнивают и проводят посев. На огороде сидераты высевают сплошными рядами (ширина рядов 60— 90 см, междурядий 15 см). Глубина заделки однолетних бобовых культур 5—6 см, многолетних — 3—4 см. Обязательно послепосевное прикатывание, особенно многолетних трав. Уход сидератам не требуется, но при поливе они растут лучше.

### Компосты
Компосты готовят из различных органических материалов. Растительные остатки, не поражённые вредителями и болезнями, фекалии, птичий помёт, навоз и другие материалы складывают в рыхлую кучу (штабель) на ровной поверхности, переслаивая дерновой землёй или торфом. Основой кучи служит подстилка из листьев, опилок или торфа слоем 10—12 см. Периодически кучу увлажняют водой или раствором удобрений, через 40—50 сут компост перемешивают, а когда его температура достигнет 60 °C — уплотняют.
Летом компостную кучу защищают от солнца, на зиму укрывают землёй или опилками слоем 30—40 см. Через 8—11 мес компост можно использовать. Сорняки, давшие семена, компостируют отдельно, так как они сохраняют всхожесть около пяти лет.
Вермитехнология — мероприятия по культивированию компостных дождевых червей на разных субстратах в различных экологических условиях, производство и накопление их экскрементов  и биомассы червей. Использование вермитехнологии на научной основе является серьёзной альтернативой существующим технологиям утилизации всех органических отходов: навоз животных, птичий помёт, отходы деревообрабатывающей, целлюлозно-бумажной, рыбной, мясной и пищевой промышленности, отходы овощных баз, магазинов, кафе и ресторанов, бытовые отходы, осадки сточных вод, осадки очистных сооружений и др.
Терра прета — компостирование органических отходов жизнедеятельности человека и животных методом силосования с использованием активированного древесного угля. Полученный силокомпост доводится до кондиции компостными дождевыми червями, либо поверхностно вносится в почву с последующим мульчированием.

### Комплексные органические удобрения
Комплексные органические удобрения (КОУ) отвечают на запросы рынка, научного сообщества и общественности о возможно более широком применении экологически безвредных и полезных для здоровья человека веществ и технологий для производства высококачественных продуктов питания. Внимание в городах с высокими доходами населения к «полностью натуральным» продуктам и «экопозитивному» фермерству делает развитие рынка удобрений в направлении совмещения полностью безвредных и естественных для экосистемы материалов и веществ с целью достижения максимально возможной при таких входящих установках производительности экономически все более обоснованным.
Наиболее распространенные на рынке КОУ по составу можно классифицировать как органоминерально-бактериальные удобрения. Так, препарат «Арксойл» российского производства характеризуется производителем как «комплексное органоминеральное удобрение с ростостимулирующей активностью, биоантидотными и фунгицидными свойствами, содержащее инактивированные бактерии и продукты их метаболизма».
К методикам производства КОУ относят биоферментацию, биологическую культивацию микроорганизмов для получения препаратов из них самих и из продуктов их жизнедеятельности, и разнообразные способы переработки животных отходов и продуктов жизнедеятельности.
Биоферментация — окисление органических веществ с использованием атомарного кислорода как конечного акцептора электронов. Окисление является первичной реакцией, обеспечивающей образование полезной химической энергии для большинства микроорганизмов, для этого в субстрате (помёте или навозе), который помещается в биоферментатор, должно быть достаточное количество гомогенного органического вещества (опилки, торф, измельчённая солома и т. д.).
Так, предложенная ФГБНУ ВНИИМЗ технология ускоренной переработки навоза и помета и других органических субстратов, основанная на управляемой аэробной твердофазной ферментации в специальных камерах-ферментерах, позволяет в кратчайшие сроки (6…7 суток) получать высокоэффективный компост многоцелевого назначения (КМН). По результатам проведенной ФГБНУ «Росинформагротех» и Минсельхозом РФ экспертизы предложений и информационных материалов о завершенных научных разработках указанная технология отнесена к наилучшим приоритетным апробированным базовым технологиям.
В процессе аэробной биологической ферментации органических компонентов, служащих одновременно и разрыхлителем, участвует микробно-бактериальный конгломерат: мезофильные, метанотрофные, кислотообразующие, термофильные и другие бактерии. При саморазогревании субстрата происходит смена микрофлоры от мезофильных до термофильных образований.
В биохимическом процессе биоферментации под воздействием микробиологического сообщества происходит переход трудноусваиваемых форм питательных веществ растений из помета или навоза в легкоусваиваемые формы конечного органического комплексного удобрения.
Предложенная компанией Технологии ДЭВА и Севастопольским ГУ технология получения комплексных органических удобрений подразумевает двухстадийную обработку сырья, где основная обработка осуществляется кавитационными установками ДЭВА-С, а предварительная подготовка сырья осуществляется в гидроударном узре мокрого помола. В исследованиях показано, что такая двухстадийная схема оптимальна для получения жидких комплексных органических удобрений.